# ラヴェンナ包囲戦 (490年-493年)
ラヴェンナ包囲戦（ラヴェンナほういせん、英語: Siege of Ravenna）は、490年から493年まで、東ゴート族の王テオドリックがイタリア領主オドアケルのいるラヴェンナを包囲した戦闘。
包囲が3年間続いたのち、和平が成立するが、493年3月15日に行われた祝宴においてテオドリックがオドアケルを殺害した。